# Xã Washington, Quận Crawford, Iowa
Xã Washington (tiếng Anh: Washington Township) là một xã thuộc quận Crawford, tiểu bang Iowa, Hoa Kỳ. Năm 2010, dân số của xã này là 239 người.